# Acreditación de identidad
La acreditación de identidad es necesaria en distintas circunstancias, es por esto que muchos países cuentan con un documento de identidad que las personas deben presentar al momento de acreditar fehacientemente la identidad.
Más allá de las circunstancias normales en las que se deban probar la identidad (por ejemplo un trámite en algún organismo público o privado, algún acto en un registro civil, etc) pueden existir circunstancias no previstas por las cuales se puedan solicitar la identidad a las personas, por ejemplo, en la vía pública mediante un control policial.
Dependiendo el país, en la mayoría no es obligatorio circular con documento de identidad, sin embargo por leyes o protocolos circular con documento de identidad puede facilitar cualquier imprevisto.
Según distinta legislación se puede comprender dentro del Poder de Policía la realización de estos controles así como parte de funciones explícitas o implícitas en las leyes que regulan las policías. Específicamente se comprende a la acreditación de identidad en la vía pública a una técnica policial del tipo anticipativa.

## Doctrina
Según el doctrinario Policial Enrique Fentanes:

«La identificación de las personas, en circunstancias que lo justifique, es un medio indispensable para la acción preventiva de la Policía. Se trata de una de las "medidas individuales de policía" (...)» 

En este sentido la identificación de las personas es un práctica habilitada en las normativas como medida preventiva ante indicios de participación de infracción o cuando exista una sospecha razonable para la prevención de un delito:

« (...) existencia  de  indicios  de  participación  en  la  comisión  de  una infracción,  o  que  razonablemente  se  considere  necesario  realizar  la  identificación  para prevenir la comisión de un delito;» 

## Comparativa normativa
La identificación de personas, según el país, puede ser un procedimiento común de prevención del personal policial.
Este procedimiento consiste en verificar la identidad de la persona como tarea preventiva de control lo que puede incluir un registro de los datos en una planilla, así como verificar la falta de impedimento para circular mediante la comunicación con centrales policiales o elementos tecnológicos para tal fin. 
Si bien en principio algunas legislaciones solicitan la sospecha fundada, también es aceptado el procedimiento siempre que no medien actos discriminatorios y que estén enmarcados en operativos de prevención (según los protocolos de actuación y la jurisprudencia).

### Argentina
En la República Argentina la ley establece:

Artículo 13. — La presentación del documento nacional de identidad expedido por el Registro Nacional de las Personas será obligatoria en todas las circunstancias en que sea necesario probar la identidad de las personas comprendidas en esta ley, sin que pueda ser suplido por ningún otro documento de identidad cualquiera fuere su naturaleza y origen.

Y en lo que respecta a acreditación en vía pública:

"Inciso 1º.– Fuera de los casos establecidos en el Código de Procedimientos en Materia Penal, no podrá detener a las personas sin orden de juez competente. Sin embargo, si existiesen circunstancias debidamente fundadas que hagan presumir que alguien hubiese cometido o pudiere cometer algún hecho delictivo o contravencional y no acreditase fehacientemente su identidad, podrá ser conducido a la dependencia policial que correspondiese, con noticia al juez con competencia en lo correccional en turno y demorada por el tiempo mínimo necesario para establecer su identidad, el que en ningún caso podrá exceder de diez horas. Se le permitirá comunicarse en forma inmediata con un familiar o persona de su confianza a fin de informarle su situación. Las personas demoradas para su identificación no podrán ser alojadas junto ni en los lugares destinados a los detenidos por delitos o contravenciones".

También vale aclarar que según distinta jurisprudencia se considera válida la solicitud de acreditación de identidad, sin mediar sospecha fundada previa, siempre que se realicen en concordancia con las funciones asignadas del personal policial, esto es mientras se realicen tareas de prevención. Pero para que sea válidas estas requisitorias no deben mediar actos discriminatorios y deben ser azarosos. 
Así lo establece el fallo Vera del Tribunal Superior de Justicia de la Ciudad Autónoma de Buenos Aires y el fallo "S.R., R.E. s/ nulidad"  de la Cámara Nacional de Apelaciones en lo Criminal y Correccional.

En este mismo sentido se expresa los consejos para la realización de Protocolos de Actuación del Ministerio de Seguridad:

"La interceptación en la vía pública implica una restricción al derecho de circulación, que debe realizarse en virtud de una decisión judicial salvo los casos expresamente autorizados por la ley. En este sentido, la interceptación de un sujeto en la vía pública sin orden judicial solo podrá hacerse para prevenir infracciones a la ley, para mantener el orden público y/o preservar los derechos de las personas".

### Perú
Según el Protocolo de Control de Identidad Policial, la policía en Perú puede requerir la identidad de las personas sin requisito previo de una sospecha fundada.
Esto según establece la Ley de la Policía Nacional (DL. 1148) en sus artículo 2 inc. 11 y según las funciones del artículo 10 inc. 1 y 5.
En caso de no poder acreditar identidad podrá ser conducido a la dependencia policial para este trámite.

### Chile
Según se establece los Carabineros podrán solicitar la acreditación de identidad dado que es una facultad que les es propia, pero debe haber casos fundados, no necesariamente de sospecha, sino por ser testigo de un hecho o por si por alguna razón determinada se oculta la identidad.
No deben mediar actos discriminatorios y el afectado en caso de no poder acreditar identidad en el lugar podrá ser conducido a una unidad policial, pero la persona no puede ser llevada esposada ni ser ingresada en celdas o calabozos o tener contacto con detenidos.

## Sospechas
La jurisprudencia considera que en el momento de la identificación no puede considerarse solamente el nerviosismo de la persona como una sospecha fundada para realizar algún otro acto (requisa, detención, etc) sin embargo sumado a otros elementos debidamente fundamentados se puede tener en cuenta como razón suficiente.

## Procedimiento y Delitos relacionados
La negativa a acreditar identidad (o la falta de los medios para acreditar) puede derivar en la demora de la persona en una dependencia policial.
Esta demora no significa una detención, siempre que no se incurra en otro delito al momento de la identificación, y se debe limitar a la identificación de la persona, por consiguiente no se la debe llevar esposada ni se la debe poner en contacto con detenidos o llevada a celdas (mientras no represente un peligro para terceros o para sí mismo).
En caso de desobediencia ante una orden policial la persona puede incurrir en un delito penal.
También presentar un documento falso o adulterado puede generar la realización de un delito en flagrancia (falsificación de documento público), siempre que este (según jurisprudencia) no sea una falsificación burda que se pueda determinar a simple vista.
La acreditación de identidad puede también proceder conjuntamente con un registro superficial del individuo.

## Uso de tecnología
Existen distintos elementos tecnológicos que permiten acreditar la identidad de forma más rápida, por ejemplo, para verificar que no se cuente con un impedimento, tales como el sistema AFIS y el sistema SIBIOS.

## Cultura popular
La acreditación de identidad en la vía pública en muchos países es considerada una práctica preocupante debido a que esto era una acción común en los gobiernos de facto, más allá de esta consideración, se sigue efectuando en la actualidad donde los jueces lo consideran dentro de las atribuciones preventivas que cuenta la policía.